# Comuna Leninske, Skvîra
Leninske (în ucraineană Ленінське) este o comună în raionul Skvîra, regiunea Kiev, Ucraina, formată din satele Leninske (reședința) și Nova Pustovarivka.

## Demografie
Componența lingvistică a comunei Leninske
     Ucraineană (98,05%)
     Rusă (1,95%)
Conform recensământului din 2001, majoritatea populației comunei Leninske era vorbitoare de ucraineană (98,05%), existând în minoritate și vorbitori de rusă (1,95%).